# Lex Iulia Papiria
La Lex Iulia Papiria (o Papiria Iulia) de multarum aestimatione è una legge romana che fu approvata nel 430 a.C. dai comizi centuriati su proposta dei  consoli che, nella tradizione di Livio, sono identificati in Lucio Giulio Iullo e Lucio Papirio Crasso. Cicerone, che pure menziona la lex Iulia Papiria, fa però riferimento ai due consoli come Caio Giulio e Publio Papirio. 

## Il contesto storico-politico
Secondo Livio la lex interveniva in materia de multarum aestimatione (letteralmente "stima delle multe") ed era una lex molto popolare, tanto che i consoli si affrettarono a presentarla ai comizi per anticipare un'analoga proposta di iniziativa tribunizia. Cicerone spiega che la lex sarebbe stata proposta a seguito dell'irrogazione di pesanti multe in bestiame irrogate da parte dei censori Lucio Papirio e Publio Pinario, allo scopo di consentirne il riscatto con una lieve somma di denaro.

## Il contenuto normativo dellalex Iulia Papiria
Il contenuto normativo pare molto simile a quello della lex Aternia Tarpeia del 454 a.C., tanto che è stato sostenuto che la lex più datata possa costituire un'anticipazione annalistica di quella più recente. Parte della dottrina ha ipotizzato invece che la possibilità di riscatto in moneta delle sanzioni pecuniarie fosse stata introdotta come mera possibilità dalla lex Aternia Tarpeia, mentre la lex Iulia Papiria l'avrebbe resa obbligatoria e sistematica.
Né Livio né Cicerone indicano però che scala di equivalenza tra capi di bestiame ed assi prevedesse la nuova lex; quella introdotta dalla lex Aternia Tarpeia prevedeva l'equivalenza di un capo ovino a dieci assi e di un capo bovino a cento assi. La lex Iulia Papiria potrebbe aver mantenuto tale scala o aver previsto una stima più lieve, come potrebbe essere inteso dal racconto di Cicerone.

### Fonti primarie
- Tito Livio, Storia di Roma, Libro IV
- Marco Tullio Cicerone, De re publica, Libro II

### Fonti secondarie
- A. Magdelain, Les Belles lettres, coll. Collection d'études latines / Scientifique (34), Parigi, 1978
- C. Venturini, Il plebiscitum de multa T. Menenio dicenda, in F. Procchi - C. Terreni (a cura di), Scritti di diritto penale romano, I, Padova, CEDAM, 2016
- Gian Guido Belloni, La Moneta Romana: Società, Politica, Cultura, Carocci, 1993.